# Гонг
Вижте пояснителната страница за други значения на Гонг.
Гонговете са музикални перкусионни инструменти, изработвани от метал. Думата „гонг“ има малайско-явански произход, откъдето се е разпространил из цяла Азия. Самите гонгове по всяка вероятност имат общи корени с китайските бронзови барабани, с чинелите от централна Азия и с европейските камбани.
Гонговете се делят на три големи групи: окачени гонгове – общо взето плоски, с формата на диск, окачени да висят на корда; изпъкнали гонгове - в центъра имат издутина, и за да се свири на тях обикновено се разполагат хоризонтално; и боул гонгове с формата на дълбоки съдове, които се полагат на възглавници.
Традиционно гонговете се изработват от бронз или месинг, но се ползват и други метални сплави.
Разновидности според народността на инструмента са:
- пелонг гонг, ритъм гонг, слендро гонг (остров Бали)
- кеиз гонг (Бирма)
- кока-кола гонг, рото-диск гонг (САЩ),
- китайски оперен гонг, корейски беднинг гонг, азиатските след гонг и темол гонг, и други.